# Falijärvi
Falijärvi är en sjö i Kiruna kommun i Lappland och ingår i Torneälvens huvudavrinningsområde. Sjön har en area på 0,537 kvadratkilometer och ligger 346 meter över havet. Falijärvi ligger i Torne och Kalix älvsystem Natura 2000-område. Sjön avvattnas av vattendraget Idijoki (Jierijoki).

## Delavrinningsområde
Falijärvi ingår i det delavrinningsområde (759481-176034) som SMHI kallar för Utloppet av Falijärvi. Medelhöjden är 347 meter över havet och ytan är 1,72 kvadratkilometer. Räknas de 10 avrinningsområdena uppströms in blir den ackumulerade arean 194,74 kvadratkilometer. Idijoki (Jierijoki) som avvattnar avrinningsområdet har biflödesordning 3, vilket innebär att vattnet flödar genom totalt 3 vattendrag innan det når havet efter 453 kilometer. Avrinningsområdet består mestadels av skog (51 procent) och öppen mark (16 procent). Avrinningsområdet har 0,52 kvadratkilometer vattenytor vilket ger det en sjöprocent på 30,2 procent.